# 長船町福岡
長船町福岡（おさふねちょう ふくおか）は、岡山県瀬戸内市の旧長船町域にある大字。
郵便番号は、701-4265（邑久郵便局管区）である。

## 解説
かつては備前国上道郡、後に分割されて上東郡、さらにその後邑久郡に所属しており、中世から近世においては山陽道の宿場町・市場町として栄えた。
現在は吉井川の東岸（旧邑久郡）に位置するが、江戸時代以前に吉井川の流路が変わる以前には、同川の西岸（旧上東郡）に属していた（変更時期は不詳）。ただし、現在の吉井川西岸地域（岡山市東区上道地区東南部）の一部も流路変遷以前は福岡の範囲内であった。

## 沿革
- 1889年6月1日 - 邑久郡福岡村、長船村、八日市村、服部村が新設合併し行幸村となる。
- 1955年3月31日 - 邑久郡行幸村、国府村、美和村が新設合併し長船町となる。
- 2004年11月1日 - 邑久郡長船町、邑久町、牛窓町が新設合併し瀬戸内市となる。

## 歴史

### 古代
古墳時代、有力豪族が後の福岡の地近辺で勢力を誇っていたと推測されている。浦間茶臼山古墳、一日市古墳群、浅川古墳群、矢井古墳群、吉井古墳群などの古墳が存在している。
奈良時代後期に吉井寺が建立された。現代になり、境内から平城宮式瓦や緑釉陶器が発見されている。
平安時代に編纂された『和名抄』に記載されている上道郡那紀郷は、現在の福岡に該当し、現在の福岡や八日市および岡山市の吉井川西岸（吉井や一日市や西祖など）がこれに当たる。
平安時代中頃に上道郡東部は上東郡として分割され、那紀郷も上東郡となった。
平安後期には、福岡荘（福岡庄、ふくおかのしょう）と呼ばれる荘園があった。設置時期は不詳だが、後に平家の所領となり、その滅亡後には源頼朝に接収されて崇徳院法華堂に寄進された記録が存在する。

### 中世
鎌倉時代になると福岡の地は吉井川の水運に支えられて大いに栄えた。山陽道周辺に市場が発展、福岡市（ふくおかのいち）と呼ばれ、西国一の賑わいであったといわれている。この市は長く繁栄し、江戸時代まで続いた。
弘安元年（1278年）に一遍が布教に訪れて280名もの住民が出家したと伝えられている。その様子は一遍の死後に描かれた『一遍上人絵伝』に描かれている。なお、これには福岡市の様子も描かれており、その繁栄ぶりが全国的に有名となった。
また、この地周辺（この場合は隣地となる長船町八日市や長船町長船を含む）に住み着いた刀工は長船派と呼ばれる多くの名刀を生み出し、福岡一文字や長船派などといった有名な刀工派閥が誕生、備前刀として伝統工芸となり今に残る。さらにはこの地は備前焼の集積地としても知られていた。
室町時代から南北朝時代になると最勝光院領を経て、後醍醐天皇の命により東寺領とされた。また、この頃、吉井川の中州に福岡城が築城され、北朝方の赤松氏の支配下に置かれており、観応元年（正平5年/1350年）には足利尊氏が、応安4年（建徳2年/1371年）には今川了俊も陣地を構えている。
嘉吉の乱で赤松氏が一時滅亡して山名氏が備前守護に任じられると、再興した赤松氏と山名氏の間で福岡の支配を巡ってしばしば福岡城の攻防戦が行われた。特に文明15年（1483年）には、山名氏に内通した松田元成が赤松氏の守護代浦上則国支配の福岡城を包囲して50日の籠城戦の末に陥落させている（福岡合戦）。また、その頃近江国から流れてきた黒田高政が福岡に居住して一財を築き、その子重隆は浦上氏次いで小寺氏に仕えて、後に播磨国姫路城を拠点とした。また、浦上氏によって追放された宇喜多興家がこの地に逃れて病死したが、その子直家は後に家名を再興して浦上氏を追放して岡山城を拠点に備前一国を平定した。福岡の日蓮宗妙興寺には黒田高政・重隆父子および宇喜多興家の墓が存在している。

### 近世
宇喜多直家が岡山城下町建設のために福岡の商人を強制的に移住させ、さらに吉井川の洪水に町が襲われて町中に流路が移った。そのため新流路東岸が邑久郡に移管された。後に福岡の地名を現在まで残すのは東岸地区（邑久郡側）の方である。これらが原因で福岡は次第に衰退し始める。それでも、江戸時代の岡山藩支配下になってからも福岡市は行われていたといわれており、岡山藩指定の13か所の在町の一つになり、妙興寺の門前町および街道の宿場町として町としての体裁は維持し続けた。かつての山陽道随一といわれた福岡市ほどではないが、活気を取り戻し山陽道有数の在町として賑わった。

### 近現代
明治維新以後に岡山藩の保護を失うと完全に農村化して、明治22年（1889年）に長船など3か村と合併して行幸村、昭和30年（1955年）に長船町、平成16年（2004年）に瀬戸内市の一部となった。

## 施設
- 長船駅
- 備前福岡郷土館
- 仲﨑邸
- 福岡城跡
- 福岡郵便局

## 筑前国福岡との関連
黒田重隆の曾孫である黒田長政が筑前国に封じられた際、新しい本拠城の名称を黒田氏ゆかりの備前福岡より取って、「福岡城」と命名、城下町を「福岡」とした。これが今日の福岡県および福岡市の名称の由来となった。